# Elfdaliana profundimontana
Elfdaliana profundimontana é um molusco  policerideo descrito em 2015. O nome refere-se à língua elfdaliana (que preserva características ancestrais das línguas nórdicas, tal como a E. profundimontana parece apresentar características que serão ancestrais à família Polyceridae) e a profundum + montanus, "montanhas profundas" em latim.